# (8968) Europaeus
(8968) Europaeus ist ein im äußeren Hauptgürtel gelegener Asteroid, der am 29. September 1973 von dem niederländischen Astronomenehepaar Cornelis Johannes van Houten und Ingrid van Houten-Groeneveld entdeckt wurde. Die Entdeckung geschah im Rahmen der 2. Trojaner-Durchmusterung, bei der von Tom Gehrels mit dem 120-cm-Oschin-Schmidt-Teleskop des Palomar-Observatoriums aufgenommene Feldplatten an der Universität Leiden durchmustert wurden, 13 Jahre nach Beginn des Palomar-Leiden-Surveys.
Der mittlere Durchmesser des Asteroiden wurde mit 11,536 (±0,300) km berechnet, die Albedo mit 0,146 (±0,025).
Der Asteroid gehört zur Eos-Familie, einer Gruppe von Asteroiden, welche typischerweise große Halbachsen von 2,95 bis 3,1 AE aufweisen, nach innen begrenzt von der Kirkwoodlücke der 7:3-Resonanz mit Jupiter, sowie Bahnneigungen zwischen 8° und 12°. Die Gruppe ist nach dem Asteroiden (221) Eos benannt. Es wird vermutet, dass die Familie vor mehr als einer Milliarde Jahren durch eine Kollision entstanden ist. Die zeitlosen (nichtoskulierenden) Bahnelemente von (8968) Europaeus sind fast identisch mit denjenigen von drei kleineren (wenn man von der Absoluten Helligkeit von 16,4, 16,35 und 16,49 gegenüber 12,65 ausgeht) Asteroiden: (326208) 2012 CP28, (388323) 2006 SA346 und (485228) 2010 VJ27.
(8968) Europaeus ist nach dem Ziegenmelker benannt, dessen wissenschaftlicher Name Caprimulgus europaeus lautet. Zum Zeitpunkt der Benennung des Asteroiden am 2. Februar 1999 war der Bestand des Ziegenmelkers in den Niederlanden gefährdet.